# Tômbwa

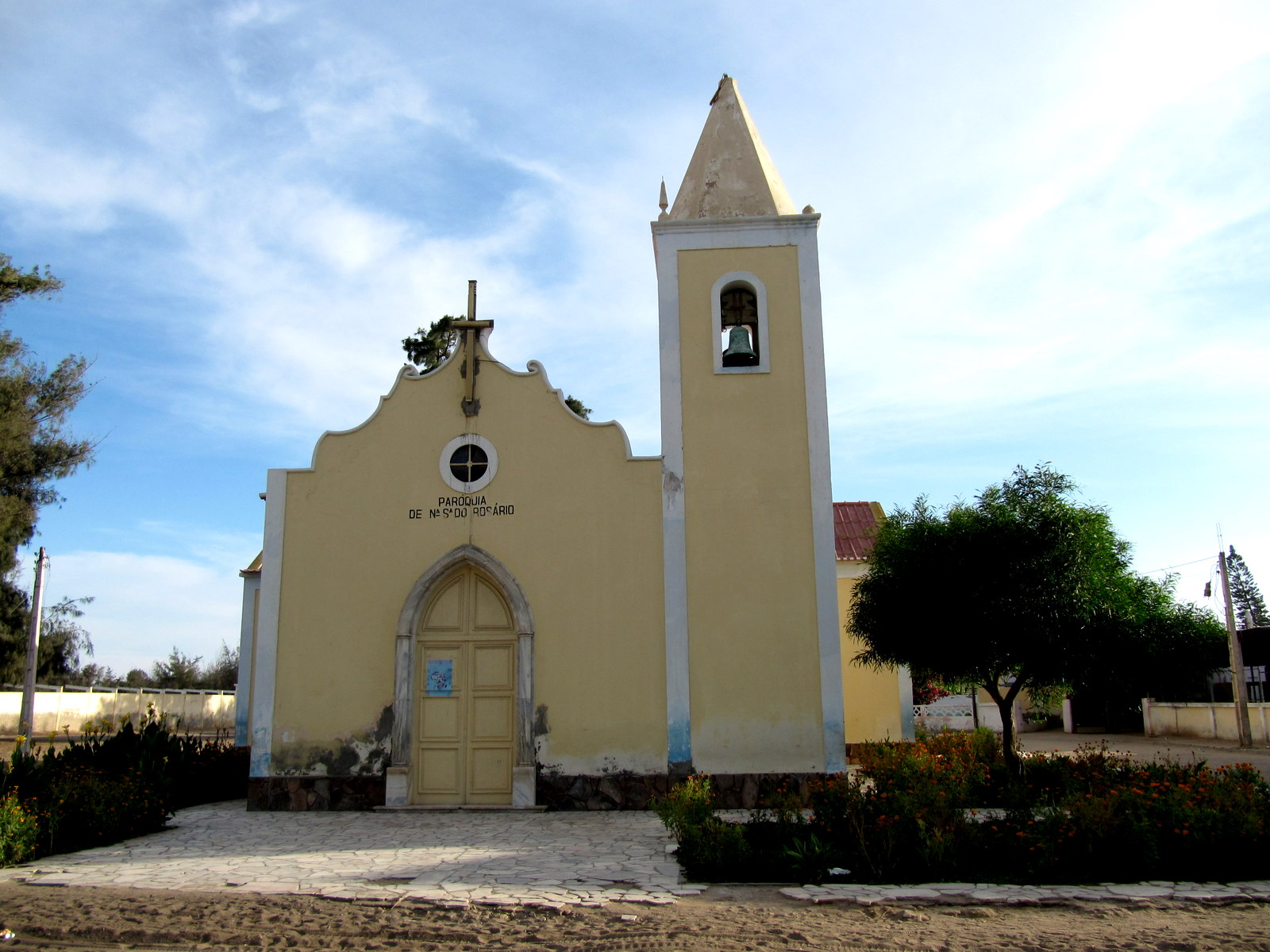
Kerk in Tômbwa

Tômbwa is een stad en gemeente in de provincie Namibe in Angola. De stad ligt aan de Grote Visbaai en is een havenstad die van belang is voor de olie-industrie en visserij. Tot 1975 was de naam Porto Alexandre. De lokale voetbalclub is Independente Sport Clube.